# Pterolophia consularis
Pterolophia consularis är en skalbaggsart som först beskrevs av Francis Polkinghorne Pascoe 1866. Pterolophia consularis ingår i släktet Pterolophia och familjen långhorningar.
Artens utbredningsområde är Myanmar. Inga underarter finns listade i Catalogue of Life.